# NGC 187
NGC 187 je galaksija u zviježđu Kit.

## Vanjske poveznice
- SEDS: NGC 0187